# 亞利桑那州梅薩聖殿
亞利桑那梅薩聖殿（Mesa Arizona Temple）是耶穌基督後期聖徒教會的第七座聖殿，也是州內六座聖殿中的第一座。位於亞利桑那州梅薩。亞利桑那梅薩聖殿始建於1922年，竣工於1927年。1974年，聖殿一度關閉並進行重建，在1975年重新開放。

## 歷史
梅萨市的LDS聖殿是该教堂中最早建造的聖殿之一。与阿尔伯塔卡斯頓聖殿相似，教會決定舉辦一場聖殿設計比賽，並只邀請了三家鹽湖城公司來參賽。最終獲勝的是小唐·卡洛斯·杨（Don Carlos Young Jr.）和拉姆·汉森（Ramm Hansen）的設計。亞利桑那獲准成為一個州後僅7年，於1919年就宣布了聖殿，是本世紀早期已宣布和建造的三座聖殿之一，在偏遠的後期聖徒定居點提供服務。其它建好的聖殿位於夏威夷拉耶和阿尔伯塔卡斯頓。雖然這三個定居點的教會成員並不多，但是都被認為是後期聖徒主要人口所在地的繁榮中心。前往當時的猶他州聖殿的旅程長而艱巨，事實證明對於當代的信徒來說是昂貴及危險的，而參與聖殿他們信仰中很重要的一部分。因此，這些社會團體認為建造聖殿是必要的。 
在 19 世紀下半葉，教會在亞利桑那州建立了許多殖民地，早在 1908年就討論了在該地區建造一座聖殿的計劃，但第一次世界大戰的開始影響了計劃進度，最終於1919年10月3日才正式宣佈該計劃並於1921年併購了一塊 20 英畝（81,000 平方米）的場地，1921年11月28日過後不久就舉行了奉獻儀式。赫伯·格蘭特 （Heber J. Grant） 於1922年的4月25日主持了奠基儀式。
如同早期聖殿的建造傳統（如鹽湖城聖殿），對於信徒來說，梅薩市的新建築是一個有組織，有計劃的社區的核心。聖殿竣工於1927年，當時是教会使用中的第三大聖殿，也是猶他州以外最大的聖殿，至今仍是建造的最大聖殿之一。
與已建的聖殿風格不同，梅薩聖殿（以及萊耶和卡德斯頓聖殿）是以新古典主義風格所造的，會使人聯想起耶路撒冷聖殿，沒有塔尖，自那時以來成為了已建聖殿的中流砥柱 。在宣布法國巴黎聖殿和開始動工前， 梅薩聖殿是最後一座沒有塔尖的聖殿。聖殿新古典主義的設計以頂部的基座、檐壁、科林斯柱式的壁柱（有12對在長的一邊，10對在短的一邊）和地面上凹槽柱上的雙耳瓶。在簷口下方有八個楣板（淺浮雕）,描繪了神的子民在美洲的聚集。
聖殿建成後可供公眾參觀。 共有二十萬人參觀了梅薩聖殿。 這座聖殿於 1927年10月23日由 赫伯·格蘭特 （Heber J. Grant） 奉獻。 到了下午，該聖殿正式投入使用。1945年， 該聖殿因最先提供了西班牙語的聖殿教儀而突出，他們這是第一次提供英文以外的語言。

## 翻新
梅薩聖殿於1974年2月關閉以進行大規模的改造，工程包括為恩道門的動畫展示而配備的教儀室，一個新的入口和額外的17,000平方英尺（1,600平方米）場地，更大的更衣室和更多的印證室。  斯賓塞金博爾（Spencer W. Kimball）於1975年4月16日重新奉獻了聖殿。
2018年5月，聖殿因整修而再次關閉，將由達林·奧克斯（Dallin H. Oaks） 於 2021 年 12 月 12 日重新奉獻。在重新奉獻聖殿之前，聖殿在10月16日至11月20日將對外開放，週日除外。青年祈禱會將在12月11日舉行。

## 公共展覽與活動

### 訪客中心的歷史
訪客中心位於聖殿北邊。20世紀40年代末，最初的訪客中心位於聖殿的西入口附近，由桌子和文學架組成。大街對面是信息局和宗譜學圖書館。由於不足以滿足訪客需求，1956年12月30日，大衛·麥凱（David O. Mckay) 建造並奉獻了一座新建築。該建築的擴建工程於1981年完成，以容納新的展覽，並於2015年再次重新改建。

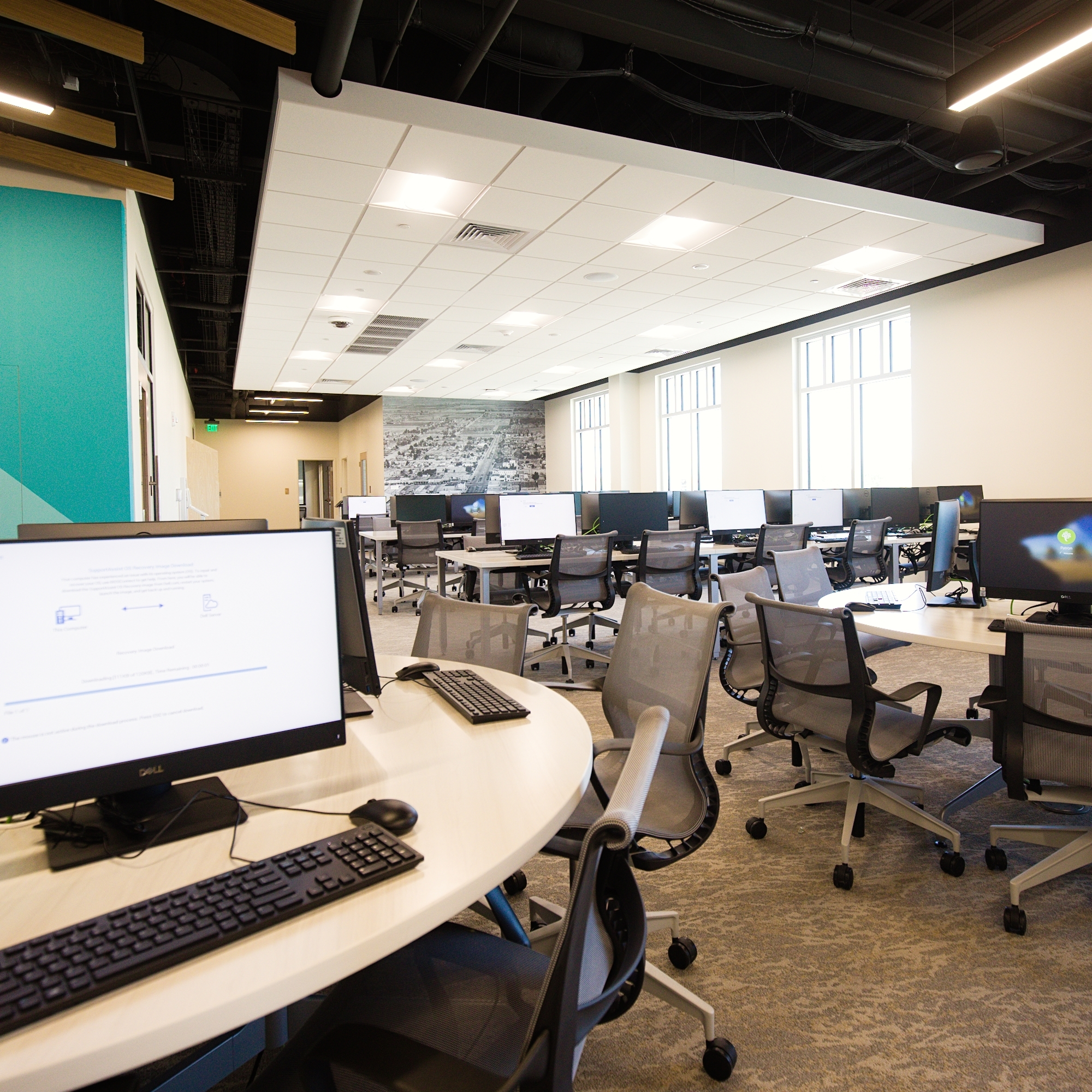
Mesa Temple Visitor Center Family Research Area

### 新訪客中心

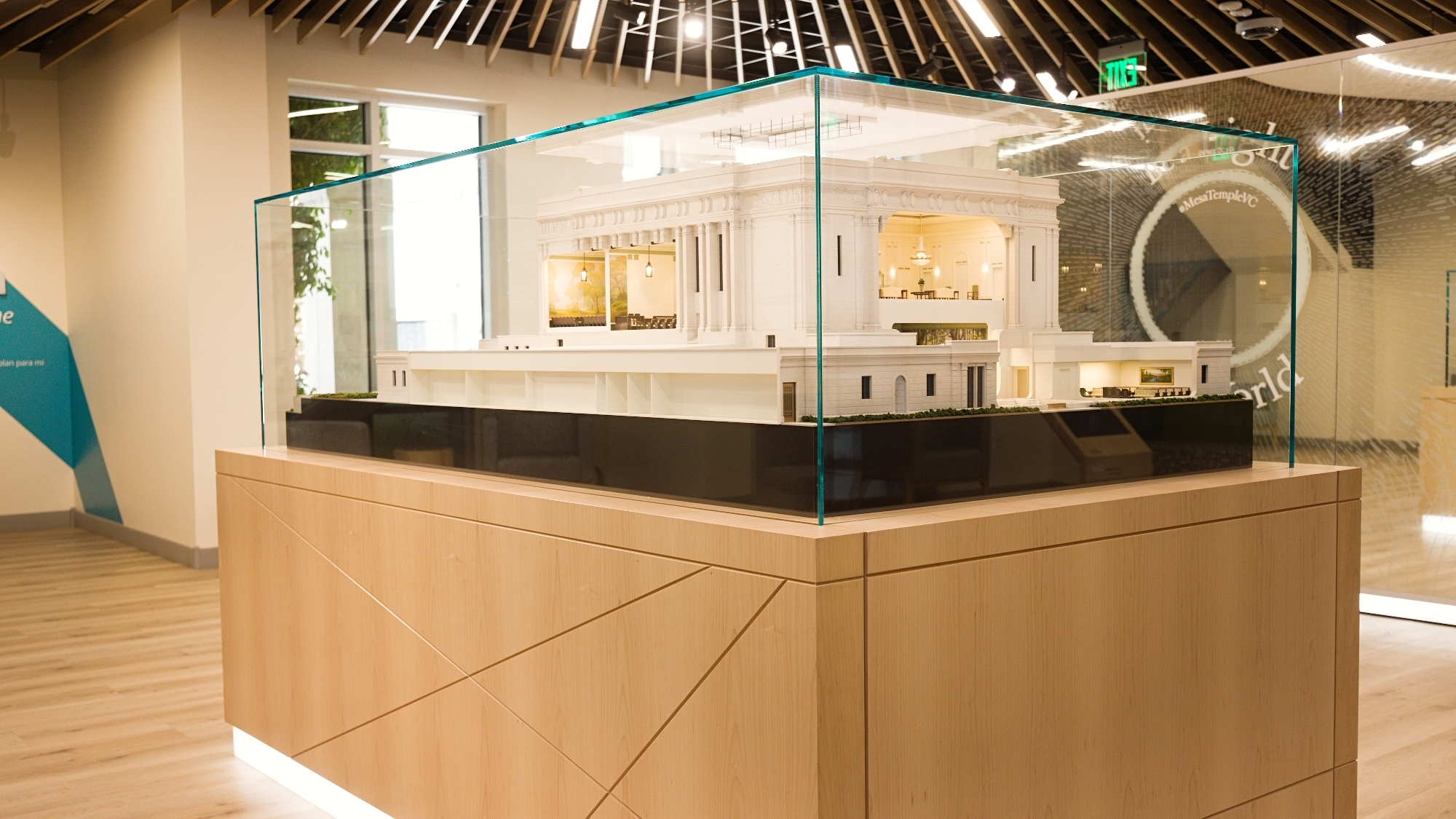
3D Scale Model of Mesa Temple

作為聖殿翻新工程的一部分，原來的訪客中心於 2018 年被拆除。新建了一個一萬八千平方英尺的訪客中心和互動式家庭歷史探索中心。新的訪客中心包括一個提供互動活動的兒童遊樂區；一個青少年的社交室；一個共享區，展示出了該地區的歷史起源，裡面有一面彩繪牆，一個可通過定位為當地社區服務機會的 justserve.org 互動屏幕，一個聖殿的 3D 比例模型，以及一個讓訪客更多地了解神和耶穌基督的展示。其他區域包括帶有視頻和個人沈思的小教學室。此外，還有一個家庭研究所，內部設有電腦工作站和提供助手以讓客人按照自己的節奏進行研究，擴展他們的家族歷史並連接家譜。訪客中心還設有丹麥藝術家貝特爾·托瓦爾森的耶穌基督雕像複製品，稱為 Christus。訪客中心和場地配備了教會傳教士為訪客提供服務，歡迎公眾在聖殿場地上散步和欣賞花園。

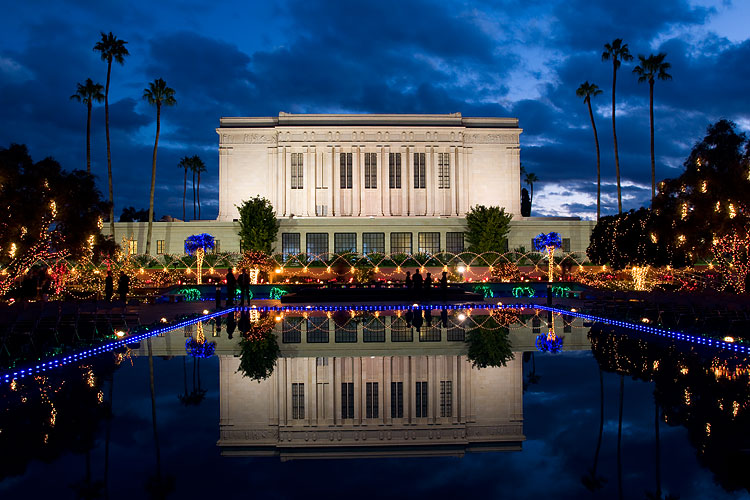
Christmas Lights at the Temple

## 聖誕燈彩和戲劇表演
自1938年來，在聖誕節期間都會有一個一年一度的聖誕燈彩展示，其中也包含了耶穌基督誕生的場面，每年吸引的訪客超於七萬五千人，是“世界上最大的年度戶外復活節戲劇表演。” 

## 聖殿會長
著名的聖殿會長包括大衛·烏達爾（1927–1934）； 尤尼烏斯·德里格斯Junius E. Driggs (1975–1980）；還有凱尼恩·烏達爾（1997-2000)。現任聖殿會長是肯尼斯·史密斯（2017-）。

## 外部連結
- Mesa Arizona Temple page （页面存档备份，存于） (Official)
- Mesa Arizona Temple Visitors' Center （页面存档备份，存于） (Official)
- Mesa Temple Christmas Lights
- Mesa Temple Easter Pageant